# Holzsußra
Holzsußra – miejscowość i gmina w Niemczech, w kraju związkowym Turyngia, w powiecie Kyffhäuser.
Niektóre czynności administracyjne gminy realizowane są przez miasto Ebeleben, które pełni rolę "gminy realizującej" (niem. erfüllende Gemeinde).